# Little Massingham
 (juillet 2023).
Little Massingham est une paroisse civile et un village du Norfolk, en Angleterre.